# La Fabrique (Québec)
La Fabrique (ou Usine Dominion Corset) est un édifice de Québec situé dans le quartier Saint-Roch. Le bâtiment est un exemple particulièrement bien conservé de l'architecture industrielle.

## Description
Délimité par le boulevard Charest, la rue Dorchester et la rue de Sainte-Hélène, cet ancien bâtiment industriel, est construit en 1871 et reconstruit en 1911 à la suite d'un incendie.
Il a abrité la manufacture de sous-vêtements féminins Dominion Corset, fondée par Georges-Élie Amyot, de 1897 à 1988.
Il est acquis en 1990 par la Ville de Québec et, depuis 1993, s'y trouve l'École des arts visuels de l'Université Laval .
L'édifice a été désigné lieu historique national du Canada en 2011.

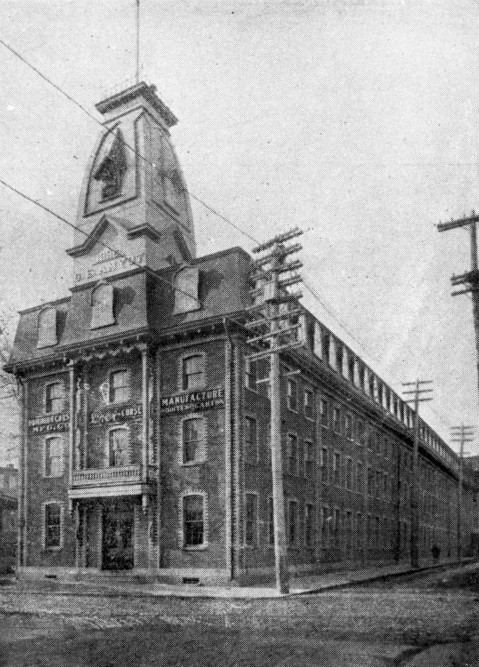
1900
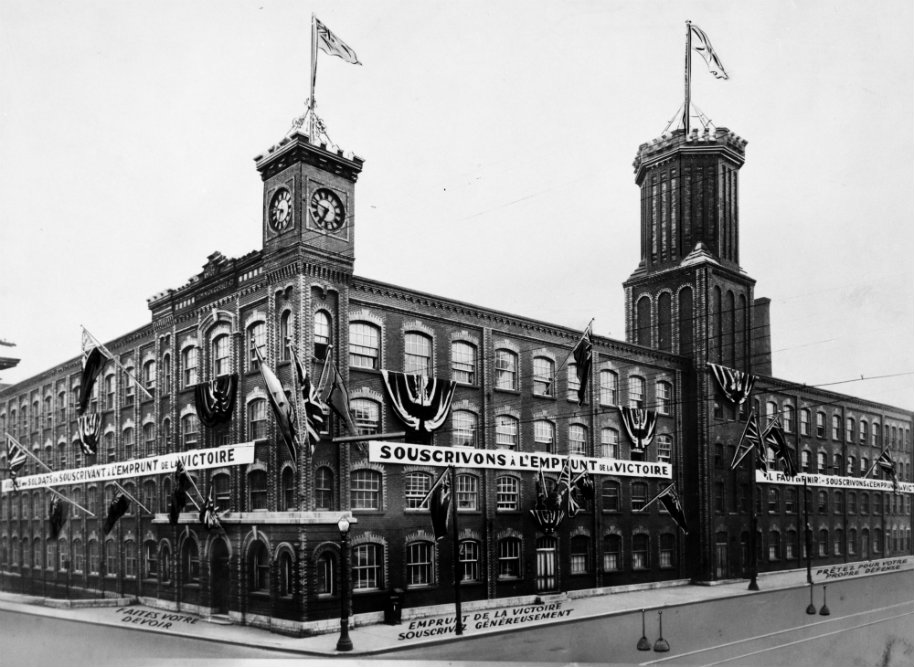
1942

## Plaque commémorative
Une plaque commémorative de la ville de Québec est adossée au mur de ce bâtiement, depuis 1993 pour rendre hommage à la famille Amyot, propriétaires de l'usine. 